# Kosco Glacier
Kosco Glacier är en glaciär i Antarktis. Den ligger i Västantarktis. Nya Zeeland gör anspråk på området. Kosco Glacier ligger 256 meter över havet.
Terrängen runt Kosco Glacier är varierad. Trakten är obefolkad. Det finns inga samhällen i närheten.